# Draga Obrenović
Draginja Obrenović — Draga (rođ. Lunjevica, iz prvog braka Mašin; Gornji Milanovac, 11. rujna 1866. – Beograd, 11. lipnja 1903.) bila je kraljica Srbije i supruga kralja Aleksandra Obrenovića, posljednjeg kralja iz dinastije Obrenovića.
Prije nego što je postala kraljica, Draga je bila udovica inženjera Svetozara Mašina i dvorska dama na dvoru kraljice Natalije Obrenović. Ubijena je zajedno sa suprugom kraljem Aleksandrom Obrenovićem tijekom svibanjskog prevrata 29. svibnja 1903. godine po julijanskom kalendaru i 11. lipnja 1903. godine po gregorijanskom kalendaru.